# Tuberaleyrodes bobuae
Tuberaleyrodes bobuae es un hemíptero de la familia Aleyrodidae, subfamilia: Aleyrodinae.
Fue descrita por Takahashi en 1934.